# 6646 Churanta
6646 Churanta este o planetă minoră (asteroid), cu un diametru de 1,92 km, din centura de asteroizi. A fost descoperită pe 14 februarie 1991 la Observatorul Palomar de Eleanor F. Helin și a fost numită după . 
Obiectul prezintă o orbită caracterizată de o semiaxă mare de 1,925139 UAi, o excentricitate de 0,1, o înclinație de 17,58785 ° în raport cu ecliptica.